# 恐怖政治
恐怖政治（きょうふせいじ）（仏：la Terreur、英：Reign of Terror）とは、殺戮といった苛烈な手段によって、反対者を弾圧して行う政治のこと（フランス語: terreur）。  由来は、断頭台などを用いた大量処刑を行い、フランス革命時に自らも断頭台で処刑されることになるロベスピエールを中心とするジャコバン派（山岳派）革命独裁政権が行ったとされる国家統治による。

## 概要
恐怖政治下では、国家の最高権力者やその配下が、自らの敵と見なした人たちを殺戮(処刑・自殺誘導・暗殺など殺害行為を大規模に行うこと)するので、犠牲者は万単位レベルと多い。恐怖政治とは、暴力的統治の中でも最も苛烈な弾圧である「大量殺戮」を行うことによって、 (ほぼ)全ての国民に恐怖を抱かせ、強引に自らの権力・個人崇拝体制を保つような政治全般のことである。「恐怖政治」という言葉の生みの親となったマクシミリアン・ロベスピエール以外の恐怖政治家の代表例として、スターリン、ポル・ポトや毛沢東、金日成、金正日、金正恩などが知られている。スターリンによる恐怖政治下における被殺害者数はレーニン時代からソ連崩壊までの歴史においても最も膨大である。その具体例として1934年のソ連党大会に出席した約2000人のソビエト連邦人民代議員(ソ連人民代議員)のうち中、1939年の党大会に出席できたのはわずか3%であり、レーニン時代の最高幹部を含むほとんどが処刑や自殺、暗殺などで死に追いやられている。
恐怖政治の由来は、フランス語の普通名詞で「terreur（テルール）」であり、元々の語義は「恐怖」だったが、フランス革命時にロベスピエールらが国民に恐怖を引き起こさせるような断頭台で大量処刑を行うという政治手法を採り、当時のフランス国民がそれを「terreur」と表現し、その後も同様の政治手法を用いる権力者が登場したことで、それも同様に呼ぶようになった。
フランス語においてはメタファー（例え）の技法や詩的表現が発達しているため、フランス語話者には「terreur」だけで十分伝わるが、日本語の語感では「恐怖」だけでは分かりづらいので、後ろに「政治」を付け加えて明示することで、「恐怖政治」と訳している。この「terreur」が、「テロ（＝テロリズム）」の語源でもある。
特にフランス革命時のterreurだけを指す場合は（つまり固有名詞的に用いる場合は）、フランス語では前に定冠詞のlaを付けて大文字で始め「la Terreur」と表現する。共産主義(社会主義)やファシズム国家といった独裁政治（一個人・少数者または一党派が絶対的政治権力を独占する政治体制）など全体主義国家は左右問わず、公平・公開・自由という基本原則を満たす選挙が行われない政治体制は国民から民意による審判を受けないため、恐怖政治に基本的に陥るとされている。
本項では由来となるフランス革命時の恐怖政治から解説し、その後にフランス革命前後の恐怖政治一般について解説する。

## フランス革命での恐怖政治

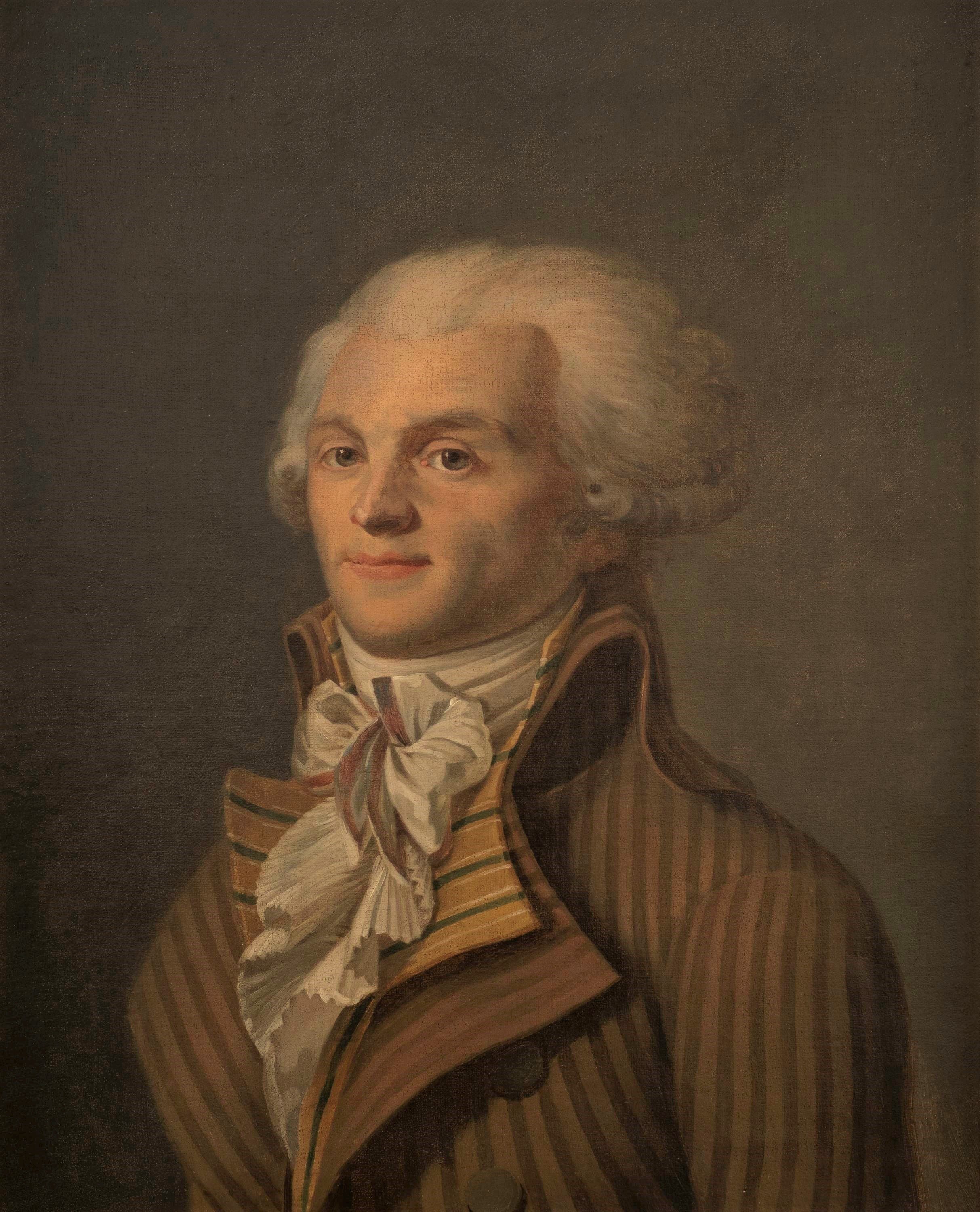
ロベスピエール。1790年頃に描かれた作品。

### 背景
国外の第一次対仏大同盟といった反革命軍、内部のヴァンデの反乱に代表される反乱に直面し、危機的状況にあった革命政府では非常事態を乗り越え革命を存続させるため、敵を徹底的に排除する事を目的に支持されたのがフランス革命における恐怖政治である。革命反対派、穏健派、過激派など反対派の人物が次々と処刑され、恐怖時代に突入した。ジョルジュ・ダントン、カミーユ・デムーラン、ジャック・ルネ・エベール、アントワーヌ・ラヴォアジェ、リュシル・デュプレシなど多数が殺されている。
恐怖政治は地域によって差が大きく、1793年11月、リヨンに派遣されたフーシェとコロー＝デルボワは復讐的措置としておよそ2000人を処刑。ナントに派遣されたカリエは2800～4600人をロワール川で溺死刑に処した。タリアンはボルドーで、バラスはマルセイユとトゥーロンでそれぞれ処刑や徹底的な弾圧を行っている。恐怖政治の犠牲者は反革命運動が起きた地域や国境地帯に90％が集中しており、内訳を見ると旧第三身分が八割を占めている。貴族たちの多くは恐怖政治が始まるずっと前に亡命していたため、ギロチンの刃は民衆に向いていた。
当時のフランスにおいて最も権力を握っていたロベスピエールは当初、山岳派やサン・キュロットら市民に支持を受け、恐怖政治下においてもそれは認められていた。しかし彼はフルーリュスでの勝利を危機が終わりに近づいている兆しと見做すことができず、比較的平和に近づいてくると恐怖政治は支持を失っていった。その中で、バラスといった地方における恐怖政治で虐殺を行ってきた者たちはロベスピエールに非難の目を向けられており、やがて自身が粛清されるのを恐れるようになる。こうして1794年7月27日に行われたのがテルミドールのクーデターであり、ロベスピエール派の失脚をもって恐怖政治は終わった。
後にバラス達テルミドール派によって、この事件は「暴君」ロベスピエールによる「独裁」の停止として提示され、この公式見解はロベスピエールに対する誹謗中傷と共に流布された。以降、この時代はロベスピエール（もしくはロベスピエール派）の独裁と呼ばれることもあるが、彼らは公安員会の内部でも目立つ位置にいたものの、ロベスピエールらの発言力が他の委員よりも優っていたという事実はない。

### 開始
ジロンド派を追放した山岳派は1793年6月下旬、1793年憲法（ジャコバン憲法）を採択し国民公会での権力を握る。しかしフランス革命戦争やヴァンデの反乱といった国内外での争いで二重の危機にあった時代において、憲法の施行は現実的でないとして「憲法に基づかない政府」＝「革命政府」の樹立が目指された。
6月9日からは革命広場（旧ルイ15世広場）での処刑を取りやめ、会場をサン・タントワーヌ市門に変更し、7月27日まで、死刑囚はアントワーヌ通りを通過してトローヌ・ランヴェルセ広場へ護送される流れとなった。一時期は旧バスチーユ広場も使用されたが周辺住民の抗議でヴァンセンヌ市門に移された。しかし最終的には再び革命広場とグレーヴ広場で処刑が再開されることとなる。

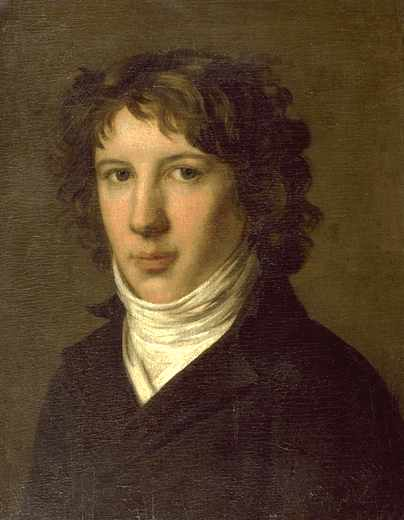
サン＝ジュスト。美貌と冷徹さから「革命の大天使」または「死の天使長」と呼ばれた。

公安委員会は1793年7月10日、大規模に改組された。定数9名で構成され委員は中道右派が多数を占めていたが、政権交代によって人員を交代することとなる。新しい人員はジロンド派の粛清とダントン派からの政権交代によって中道左派のジョルジュ・クートン、エロー・ド・セシェル（フランス語版）、サン＝ジュストをはじめロベスピエール派の多数で構成された。9月5日にはロベスピエールが公安委員会に参加したことにより、委員会内のリーダーシップは国民公会で最も影響力のあるロベスピエールが掌握していく。こうしてサン＝キュロット運動のエネルギーを委員会の力になるように利用しながらも、運動自体は上から粋をはめて統率し、公安委員会が実質的な政府となり政治全般を指導する体制を作り上げていった。バスティーユ襲撃以降、議員たちは「もし民衆の暴力が自分たちに向かうようになったら」という不安を絶えず抱いていた。
この時期、共和国はほとんどのヨーロッパ諸国と交戦状態にあり、南西部や南東部、北東部では外国軍がフランスの国土に踏み入っていた。3月11日に発生したマシュクールの虐殺（フランス語wiki）はヴァンデの反乱に発展し、連邦主義の主要な中心地、とりわけリヨンは国民公会と公然たる交戦状態にあった。
山岳派独裁開始後も、当初はジロンド派の抵抗が見られ、地方では6月2日事件への反発が強かった。7月13日、シャルロット・コルデーがマラーを殺害した。国民公会から追放され田舎に逃げてきたジロンド派指導者が起こした内乱「連邦主義の反乱（フランス語wiki）」の影響により、ジャコバン派主導で革命が誤った方向に進んでいると思い込んだ結果の行動であった。国民公会や山岳派と、過激派を含む民衆との接点だったマラーを失い、国内外で反革命派や敵軍との対立が激化し対仏同盟の影響で物価が高騰し続ける一方、ヴァンデの反乱の影響によってパリへの食糧供給が途絶え、食糧騒擾が再び勃発していた。
9月17日、反革命容疑者法が定められる。これは非愛国者を匂留すること、もしくは彼らを威嚇して活動停止に追い込むことを目指したものであった。一方、ジャコバン主義者であったジョゼフ・シャリエ（英語wiki）の処刑からリヨンの反乱が発生し、コロー・デルボワやフーシェらが派遣された。平均して毎日40人が処刑されたという。対照的に、南西部の田園地帯にある県では比較的平穏が保たれた。
また、アシニャ紙幣の価値が下がり続ける中、サン＝キュロットの要求に応じようと最高価格令が出される。5月4日に穀物と小麦粉の最高価格が定められ、9月29日には生活必需品・食糧を含むすべての商品価格を公定する「全最高価格法」を制定した。また賃金最高価格法も定められ、違反者には反革命罪が適用された。
そして10月10日の国民公会にて、サン＝ジュストが「フランス臨時政府は平和が到来するまで革命的である」と宣言（革命政府の宣言）。これは、各地方・各レベルで様々な人間が強圧的な手段を取っている事態を改め、公安委員会及び保安委員会が一元的に政策を把握し遂行する制度を宣言したものである。この頃から1794年7月末のテルミドールのクーデターまでが革命政府ないし恐怖政治の時代となった。

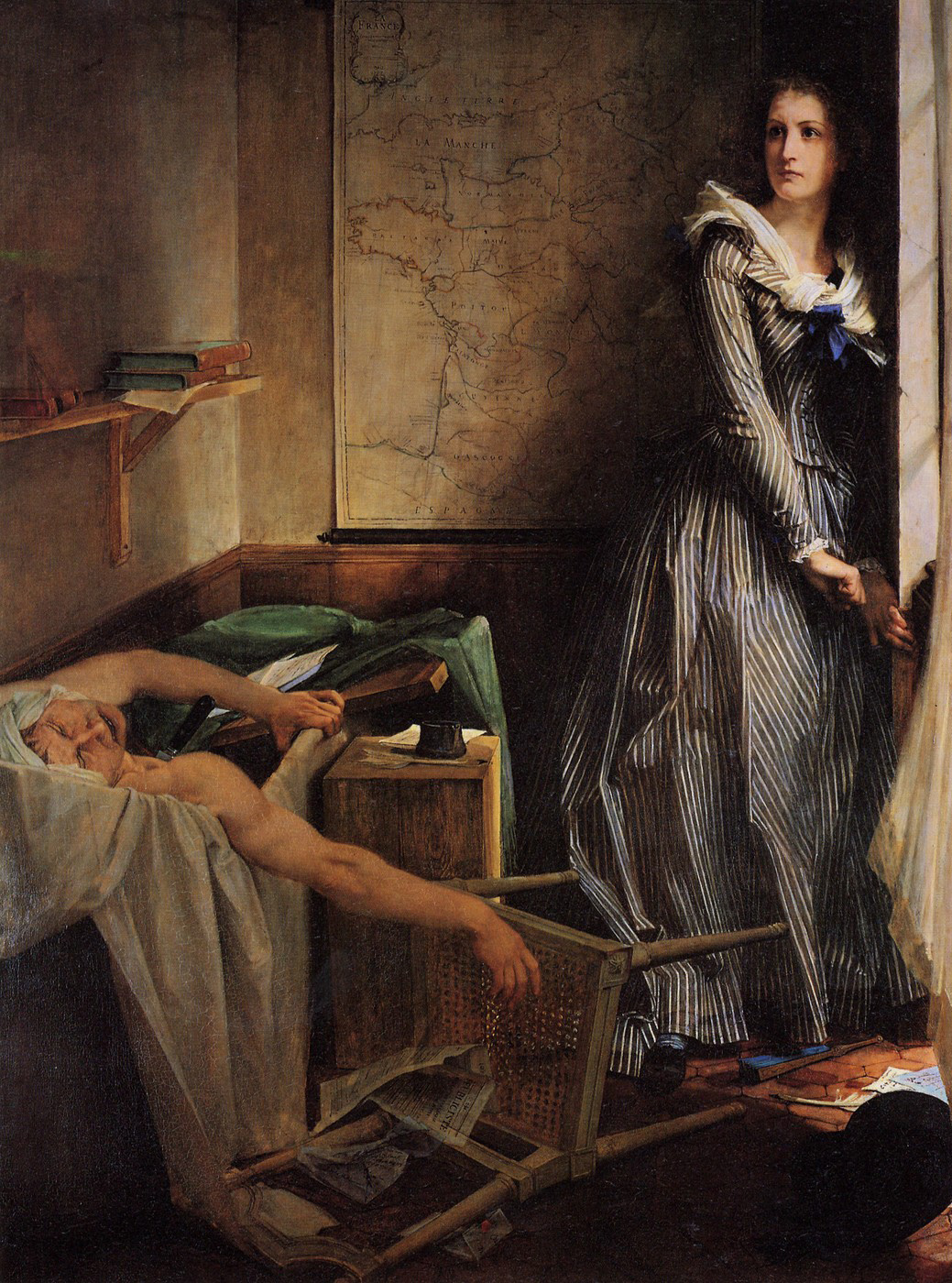
シャルロット・コルデーによるマラー暗殺（ポール・ボードリー画）

### 1793年

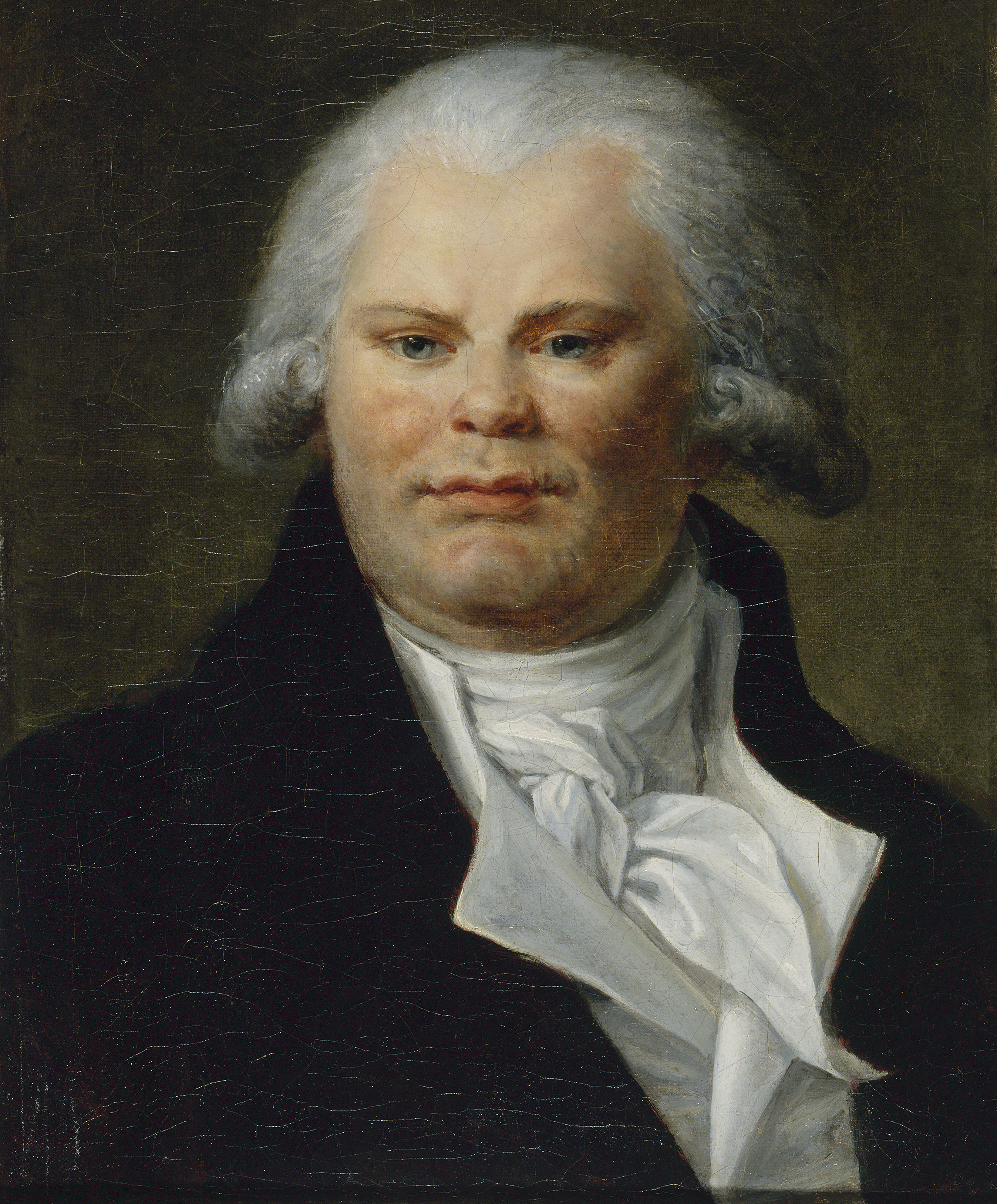
ジョルジュ・ダントンの肖像画。コンスタンス・マリー・シャルパンティエの作品。

1793年10月半ば、フランス革命によって廃止されたフランス東インド会社の清算を巡り大規模な汚職・横領事件が起きる。そして、事件に関与し自らの蓄財に励んでいた者としてエベール派とダントン派が挙がった。エベール派は左派でパリの民衆運動を支持基盤とし、直接民主政と過激な社会政策を求めていた。一方ダントン派は右派で外国との和平や穏和な自由主義政策を主張していた。事件が発覚後、両派は相手側の議員を批判し合い、それが本来の政策論争にも反映され一種の泥仕合に発展する。そして、元々王室との付き合いもあったダントンは恐怖政治に懐疑的な態度をとり、政府の対応を批判した。
12月4日、フリメール14日法（フランス語版）が成立し、法令により政府の細目が制定される。この法では、法律の解釈権は国民公会のみが持ち、国民公会以外の組織や個人は法の解釈や補足の名のもとに独自の布告や命令は出せないこと。地方の革命軍や県革命裁判所は廃止されること。派遣議員は公印委員会の強い監視下に入ることなどが定められていた。恐怖政治の基本法となる法律の制定により、公安委員会の執行権が法的に規定され、公安委員会は外交・軍事・一般行政を、保安委員会が治安維持を担当することになる。しかし「外国人の陰謀」事件の影響で、国民公会と公安委員会の実質的な統率力は低下したままだった。
翌5日にはデムーランが新聞「ヴィユー・コルドリエ（フランス語版）」を発刊、恐怖政治の中止を要求した。彼はロベスピエールとは学生時代からの友人だったが、国民公会議員に選出され、この頃はダントンに近い立場におり、またこの二人も友人同士であった。しかし国内外の反革命勢力との戦争を遂行するために強圧的な臨時措置＝革命政府が必要と考える公安委員会にとって、デムーランの主張は裏切りに等しかった。ロベスピエールは公安委員会を代表して「革命政府の諸原則に関する報告」を国民公会で行い、ダントン派とエベール派を批判。それでもデムーランは自己の新聞で政府批判をやめなかった。。
11月18日にビヨー＝ヴァレンヌが「革命政府組織の方法」とする草案を提出した。公会で議論されたことは地方行政と監察官、派遣議員やその他の委員との関係の整理であった。これらは数度にわたる議論を経て、1793年12月4日、フリメール14日法（フランス語版）として完成した。フリメール14日法は革命政治の仮憲法と言えるもので、実施されない1793年憲法に代わって、7月27日までフランスの政治を規定した基本法であったと見なすことができる。いままでバラバラに制定されてきた諸機関が、中央集権組織の中で有機的に動くことを意図したもので、権限や管轄が整理されていた。革命軍や革命委員会のような組織も、公安委員会の統制下に置き直され、徐々に人を入れ替えて政府に反逆するような極左派（エベール派など）の手から奪還された。公安委員会は国中を監視し、（候補者をリストに選ぶということで）人民全体の官吏を任命する権限を持ち、諸委員会の人選や市町村の選挙は停止され、人民主権のために民主主義は事実上停止された。
12月下旬までには、ヴァンデの反乱におけるカトリック王党軍は1万2千人ほどに減少しており、その内の半数ほどしか戦える状態になかった。彼らがサヴネまで退却すると、恐怖した町民たちは町から逃げ出した。3月には立憲派聖職者や役人たちが反乱軍によって殺害され、共和国軍は反革命軍の残党を町の内外で容赦なく追撃し、最終的には残党が逃げ込んだガブルの森で殲滅した。
また、9月に始まったトゥーロン包囲戦が功を奏し、12月17日にトゥーロンはイギリスから奪還された。この戦いはナポレオン・ボナパルトが初めて名を上げた戦いとして知られる。

### 1794年
1974年2月5日、ロベスピエールが公安委員会を代表して議会で演説した。「このような状況にあって、諸君の政治の第一の行動原理は、人民を理性によって導き、人民の敵を恐怖によって制することである。平時における人民の政府の主要な原動力は徳である。革命の渦中にあっては、それは徳と同時に恐怖である。徳のない恐怖は忌まわしく、恐怖のない徳は無力である。恐怖とは、即座に行われ、厳格で、確固とした正義のことである」。自己犠牲の精神に基づいた恐怖政治によって事態を乗り切ることが改めて宣言された。
この頃、国内外の危機は明らかに終局からはほど遠い状態にあった。カイザースラウテルンで革命軍はひどい敗北を喫し、コリウールでもスペインに占領されるなど戦況は悪化していたため、混乱を広げぬためには恐怖政治を解くわけにはいかなったのである。コリウール包囲は破壊的なものであり、農作物は壊滅的な打撃を受け、港は封鎖され、早い時期から数百人が亡くなっていた。そしてエベール派はパリの民衆に蜂起を呼びかけ、実力で事態を打開しようとした。

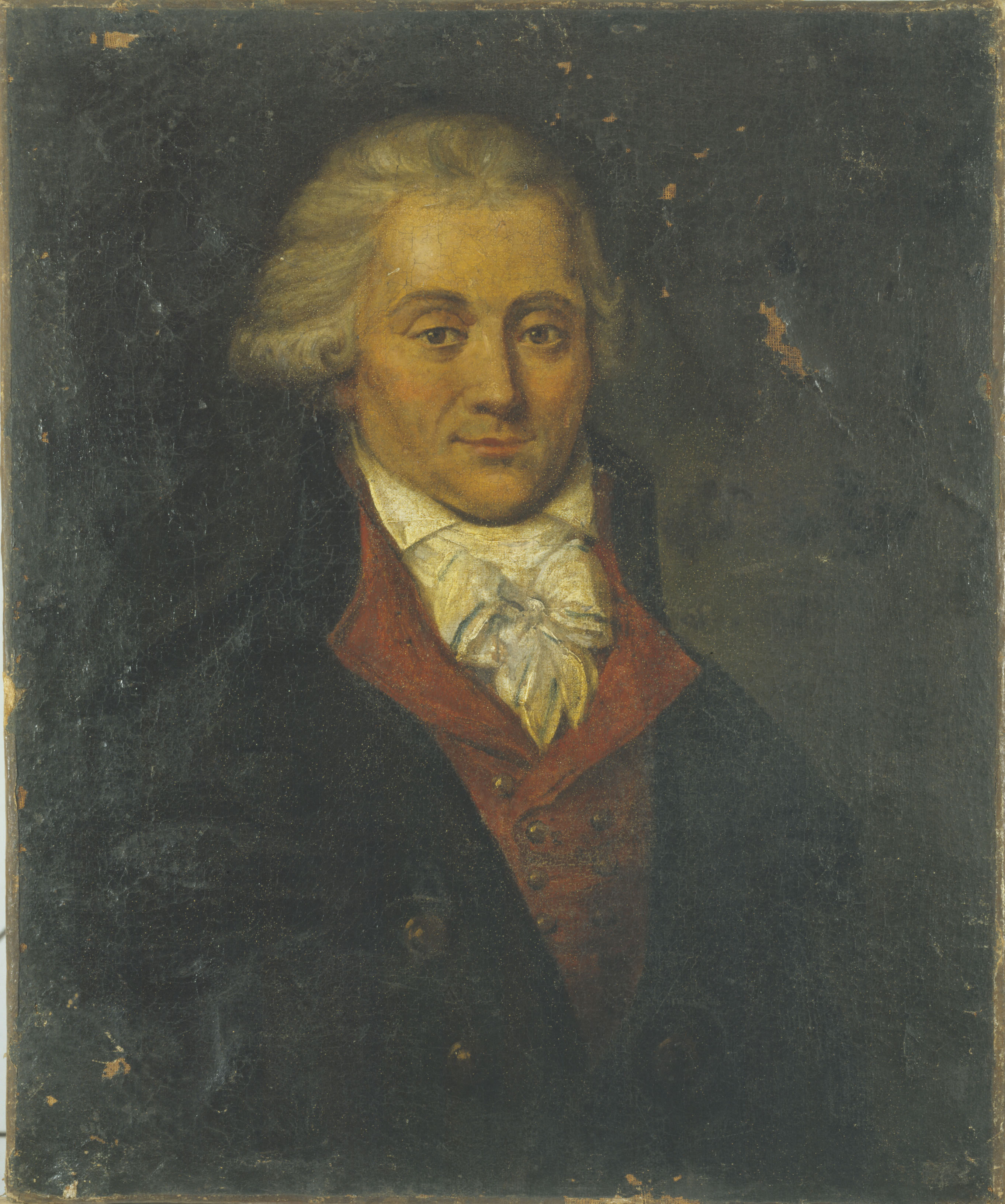
ジョルジュ・クートン。誠実で礼儀正しい人物として知られていた。

2月26日と3月3日、サン＝ジュストによってヴァントーズ法案が提案される。これは貧しい人に補償をするため反革命容疑者の財産を没収するという法率であったが、実現には至らなかった。
3月13日にはエベール派議員が逮捕され、裁判を経て同月24日に処刑。同月30日にデムーランを含むダントン派議員が逮捕され、同様に4月5日処刑された。これにより革命政府は自らが政治の主導権を取れるようになった。
主導権を得た公安委員会は1794年の春から「革命政府後」を視野に入れた、永続的な法令や政治制度の構築を意識するようになる。
地方で過酷な弾圧を行っていた議員や、無神論的な非キリスト教化運動を派遣先で主導していた議員の内、何人かは1月から2月にかけてパリに呼び戻されていたが、4月19日には21人の議員がまとめてパリに召還された。彼らは、自分たちが公安委員会の不興を買っていることは自覚していたが、単に召還されただけなのか、職務義務違反で裁判されることになるのか、裁判されたらどのような刑を宣告されることになるのか、まったく見当がつかないまま、議案疑心に陥っていた。
5月8日、県革命裁判所の廃止を再確認するとともに、地方の革命委員会（反革命容疑者の裁判も相当）を原則として廃止することを決めた。その結果、これまで地方が担当していた裁判のほとんどがパリ革命裁判所の管轄となった。これは地方ことにばらばらに行われる恐怖政治を廃止し中央に一元化するために採られた措置である。全国では、およそ八万人もの反革命容疑者が留置されたままであった。1794年6月までは、その大部分の者は一度も革命裁判所に出廷することなく、出廷した者もその40％が無罪を言い渡された。とはいえ無罪放免にならなかった人々の内、その多くが連罪によって有罪とされた。
必然的にパリ革命裁判所の仕事が急増したため、裁判の能率化もしくは簡素化が必要となった。そこでクートンが提案したのがプレリアル法だった。これは被告となるべき「人民の敵」の定義が必ずしも明瞭ではなく、裁判手続きの簡素化は誤審や免罪の危険性を高めると危惧されたことなどから議論が紛糾し、審議の継続と採択の延期を求める声も大きかった。しかし議長のロベスピエールが支持し、かなり強引な議事の運営で、その日のうちに採択された。これまでフランス各地で行われていた反革命容疑者の裁判がパリだけに集中したため、当然ながらパリでの裁判は急増し、ギロチンでの処刑も増えた。連日、処刑囚が何人も馬車に載せられ、大通りを通って処刑場に運ばれる陰惨な光景を否応なしに目にする日々が続くことになる。
6月8日には最高存在の祭典が行われた。エベール派主導で行われた非キリスト教化運動は国民の間に分裂をもたらしていたため、その傷を修復するとともに、革命の理念を宗教的にアピールするために企画された祭典であった。「最高存在」とは理神論が考える（キリスト教とは距離を置いた）神であり、この神への信仰が国民の宗教感情を満たすとともに、革命と共和政の原理である徳を生み出すことが期待されていた。主宰したのはこの時期に国民公会の議員を務めていたロベスピエールだが、93年12月25日と94年2月5日の演説で革命政府の原理について演説した彼が祭典を主宰したことは、ロベスピエールが革命の主導者もしくは革命政府そのものであるかのような印象を人々に与えた。最高存在の祭典はダヴィッドが演出を手掛けたものであり、革命に熱狂していなかった市民が「この祭典の美しさには何ものも及ばない」と書き残している一方で、そこには湧き上がるような祝賀ムードが明らかに欠けており、サン＝ジュストが「革命は冷え切ってしまった」と懸念するほどであった。

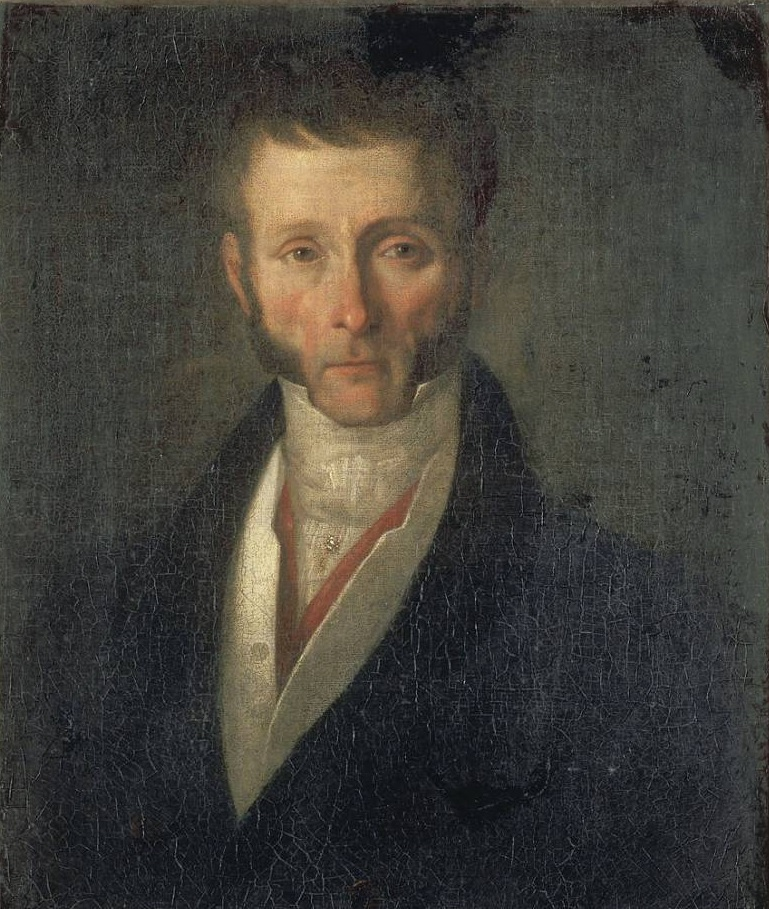
ジョセフ・フーシェ。後にナポレオンの元で警察大臣を務めた。

### 結果
パリで革命裁判所が設置された1793年4月から94年6月10日までに、1251人が処刑されたのに対し、予備審問や弁護人、証人などの審理を経ず、全てをアントワーヌ・フーキエ＝タンヴィルが選定した50人の陪審員に委ねる略式判決が許された牧月法（ロワ・ド・プレリヤル）が制定された6月11日から7月27日、（テルミドール9日）までの僅か47日間で、パリの断頭台は1376名の血を吸い込んだ。
同年4月のフルーリュスの戦いに勝利したことで、フランスの国土に対するオーストリア軍の脅威は終わりを告げていたのだが、ロベスピエールやその側近たちは、こうした勝利をもって危機がほぼ過ぎ去ったことを告げる明示的な保証が与えられたとは見做せなかった。こうして行き過ぎた弾圧によりロベスピエールたちに粛清されるのを恐れたフーシェ、バラス、タリアンといった派遣議員によって、テルミドール9日のクーデターが画策されることとなる。

## フランス革命後の恐怖政治や比喩

### 共産主義国・社会主義国など東側諸国

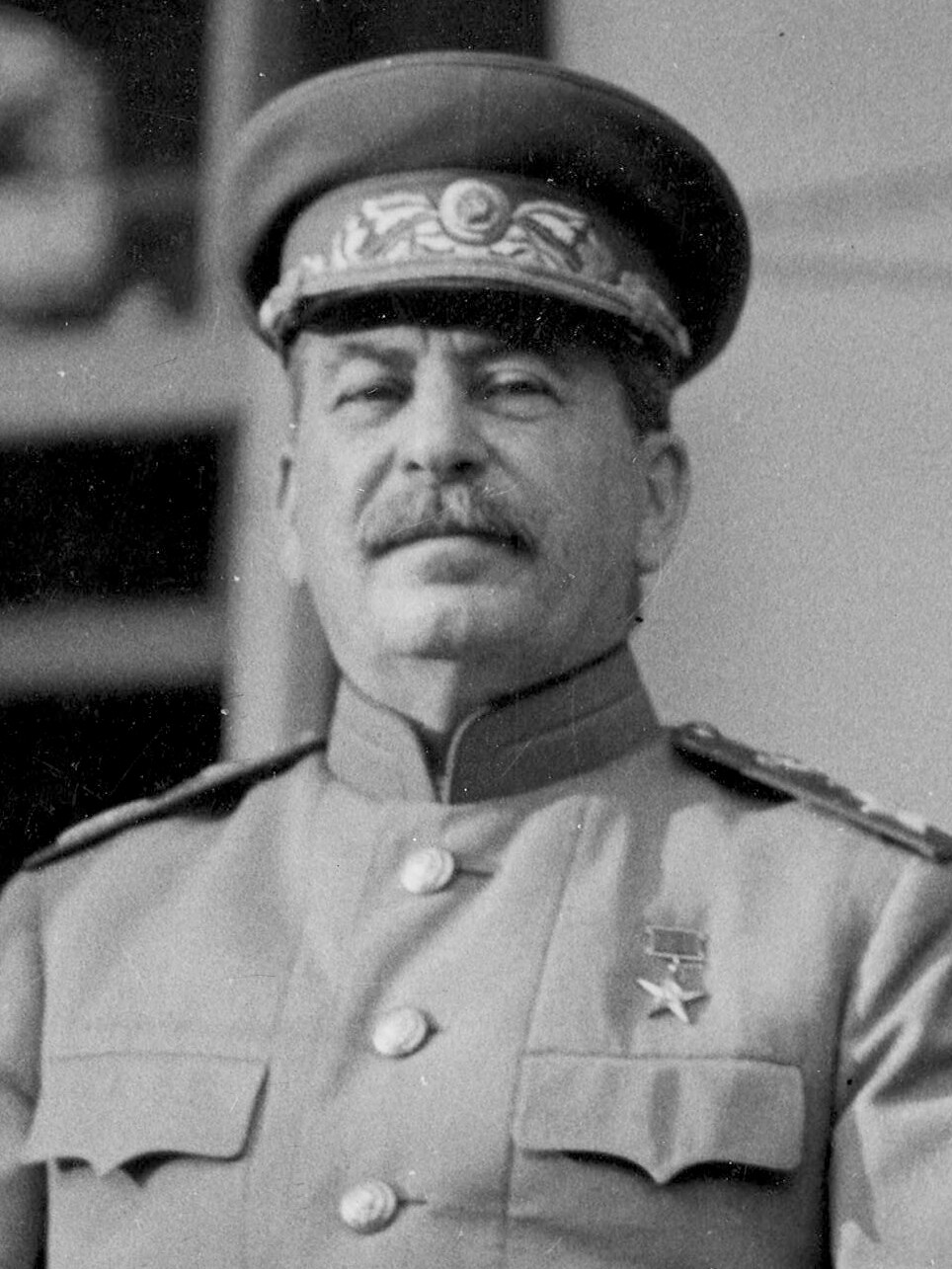
ソビエト連邦で主に粛清による恐怖政治を行ったスターリン

20世紀の恐怖政治について解説すると、ロシア革命は穏健社会主義(メンシェヴィキズム)から急進社会主義(ボリシェヴィキズム)に乗っ取られ、革命で発足したソビエト連邦はボリシェヴィキによって恐怖政治が開始された。。帝政ロシアの庶民は1917年の二月革命と帝政の終わりを歓迎したが、社会秩序の崩壊とロシア皇帝とは比較にならない統治、つまり恐怖政治の開始に繋がることを知らなかった。特にヨシフ・スターリンはソ連指導者として恐怖政治（大テロル）を行っていたことが、しばしば指摘されている。スターリンは自らに少しでも反対するような様子を見せたら反革命と見做して粛清した（スターリン体制(スターリニズム)）。もっとも、ウラジーミル・レーニンも、旧ロシア帝国皇族(ロマノフ家)、貴族、資本家など、スターリンには数で負けるだけで、同じく裁判無しで大量処刑を沢山している。1917年の十月革命翌日以降から始まったゼネラル・ストライキ参加者処罰のためにチェーカー(反革命・サボタージュ取締全ロシア非常委員会、KGBの前身)の設立後に活用・処刑対象者の選定や暗殺といった明確に恐怖政治の定義に沿った政治をしており、スターリンがソ連で恐怖政治を始めたのではなく、単にレーニンの手法を継承し、拡大させただけと指摘されている。日本の世論形成に大きな影響を与えていた学者、知識人など「進歩的知識人」だけでなく、日本社会党・日本共産党・新左翼は対立しながらも一致して「ロシア革命」は理想化していた。彼らのような西側諸国で恩恵を得ながら東側諸国側の「役に立つ」言動をしていた人々は、冷戦終結後による東側諸国の恐怖政治終了と報道規制終了後に確定となった国内の実態から「役に立つ馬鹿」という評価が主流となった。社会主義政党(マルクス主義政党)が没落し、「自由民主主義下での議会制社会主義」こと社会民主主義政党が左派第一党へ変わるなど、彼らの多数は冷戦崩壊後に政治的思想を共産主義・社会主義支持から右側に少し寄せた。ソ連崩壊後のロシア連邦でもプーチンは、就任日から日増しに独裁傾向をあらわにしつつある。ロシアで自由民主主義が開花せず、社会民主主義すらタブーのままである。
また、開発途上国や社会主義国においては計画経済を好み、政治の安定や社会の近代化を優先・推進するために強権統治に陥りやすく、程度の差はあれ、恐怖政治的と言われる状況を伴う傾向がある。
ニコラエ・チャウシェスク(ルーマニア社会主義共和国大統領、ルーマニア共産党書記長、ルーマニア国家評議会第3代議長)は、個人崇拝や一族支配、恐怖政治を行った。
しかし、1978年から鄧小平の指導の下で開始された共産主義経済から資本主義経済への移行後に発展途上国とは言えない経済規模になった中華人民共和国のような旧東側諸国で社会主義を標榜している国は、厳しい言論統制が続けられてちる。中国共産党政府や最高指導者の方針に批判の声をあげたら警察に逮捕されて、処刑される可能性がある。更に発展途上国かつ東側諸国である北朝鮮では、その中国よりももっと極端な独裁政治が行われ、強制労働収容所だけでなく、処刑場が確認される時点で318か所もあり、大量処刑で国民を支配する恐怖政治が普遍的に行われている。最高指導者に不敬と見なされた場合は公開処刑に処される。（ヘゲモニー独裁制・一党独裁制）。

### 非共産主義国に対する比喩
ドイツのアドルフ・ヒトラーもスターリンなどと並ぶ独裁者とされ、ゲシュタポなどを使って、反政権的な国民を監視したり、投獄するなどの「恐怖政治」的な手法を用いた。だがヒトラーの場合、その政治手法は「恐怖政治」と表現するよりも、巧みな演説術や言葉の抑揚、身振り等によって民衆を熱狂・陶酔させるところに力点がある。スタリーンと比較すると、ヒトラーの行動というのは当時のドイツ国民の期待に応えているような面も多かった。そのためヒトラーは独裁者ではあれども、ソ連のように一般国民が自身も処刑されることを恐れる政治である「恐怖政治を行った」というのはあまり適当ではない。ナチスの議会進出時の1930年ドイツ国会選挙には、スタリーン主義者のエルンスト・テールマンが率いる共産主義政党(ドイツ共産党)が躍進しており、得票率12.32%で前回よりも23議席を増やし議会第3党となった。親共産党系以外というドイツ国民の多数派の人々からは、共産党政権よりもマシとして支持されたことにある。パウル・フォン・ヒンデンブルク大統領も1933年3月ドイツ国会選挙で第一党を獲得したが議会過半数までは握っていない国民社会主義ドイツ労働者党(ナチス、得票率43.91%)のヒトラーを首相指名した背景にある。当時のドイツ共産党は前回よりは票を減らしたものの、得票率12.32%で議会第3党を維持していた。ソ連や中華人民共和国、カンボジア、北朝鮮という国民に対する大量処刑が溢れる本物の恐怖政治を研究すると、ユダヤ系国民などユダヤ人といったナチス政権の殺戮対象であるケースを除くと、各国の国民目線でナチズム政権下のが共産主義政権よりはマシというのは否定出来ない客観的事実が指摘されている。

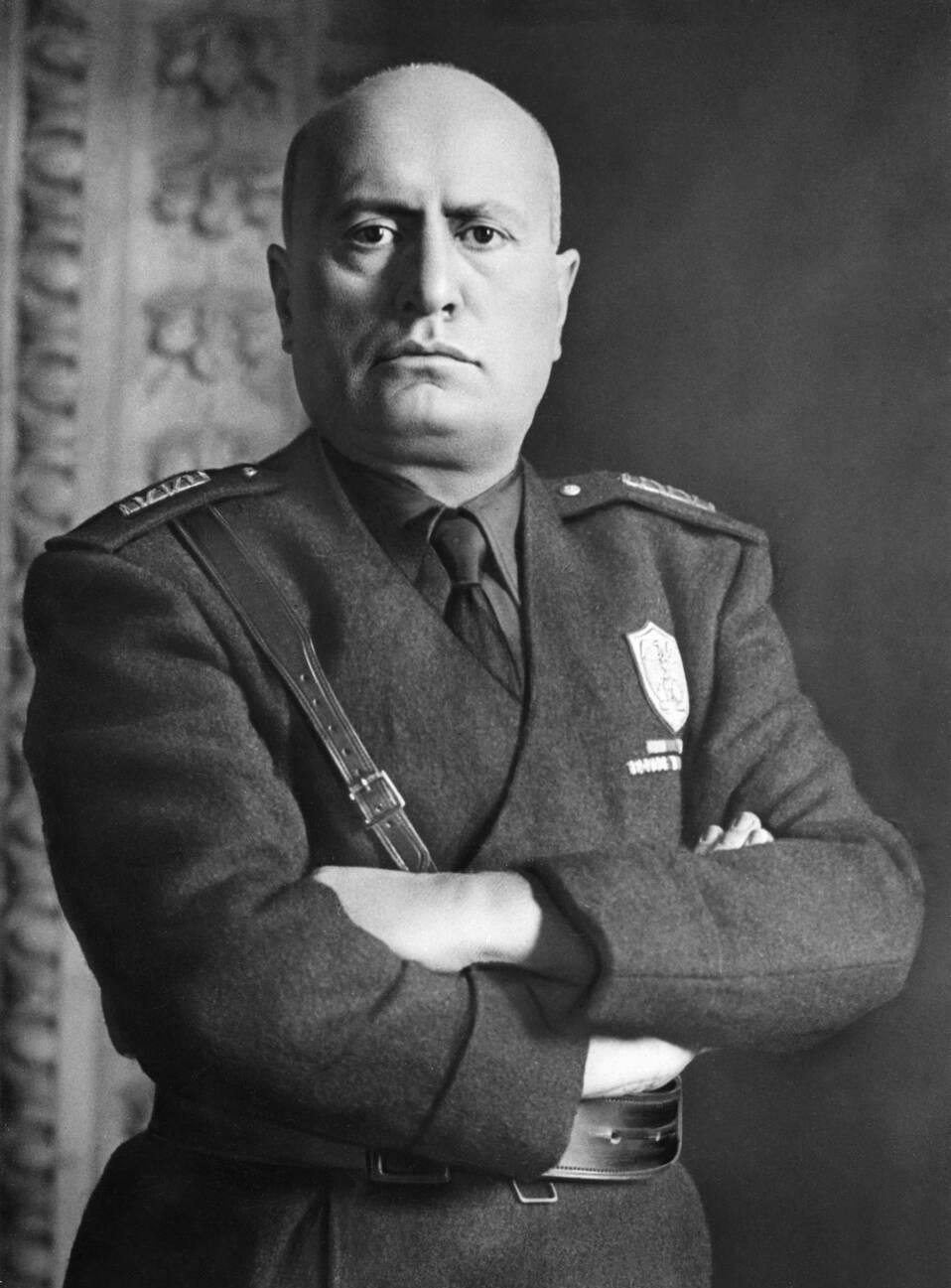
ファシズム政治を行ったムッソリーニ

イタリアではベニート・ムッソリーニが、敵対勢力の取締を行ったが投獄レベルで大量処刑などは行っていない。スターリンなど共産主義国の様な大量虐殺や、大規模な収容所の設立もしていない。当時のドイツのようなユダヤ人大量処刑もなく、ナチズムをファシズムから派生した思想であるが、別の意味の言葉として分けられる要因である。

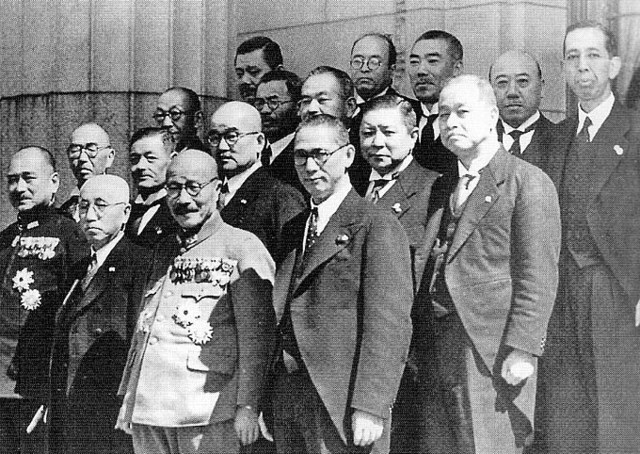
東條英機内閣

2016年参院選の山口県選挙区で民進党・日本共産党・社会民主党の野党3党の統一候補として出馬した纐纈厚は、日本も東條英機内閣時代に憲兵を用いて人々を監視・恫喝・投獄するという独裁的、「恐怖政治」的な手法をとり、「(東条内閣当時の)一般民衆は監視・恫喝され、言いたいこと言うべきことを言う方法も勇気もなくなってしまった」と2008年に主張している。但し、東條英機の在任期間の殆どは太平洋戦争と重複しており、連合国の中でも民主主義国家である英米でさえもも総力戦中の戦時体制は一般的に内政強権になり、反国家的と見なした者に対する監視・恫喝・投獄レベルの処罰は普通に行っているため、フランス革命の「テロル期」やソ連など共産主義国のように大量処刑が溢れている「恐怖政治」という表現は不適切であることは留意する必要がある。それだけでなく、独伊ソといった独裁者が率いる国家とは異なり、日本では東条内閣発足後でも親敵国系や日本国家否定的以外の東条政権批判は行われていた。そもそも独伊ソのような「国家指導者」は日本に存在せず、大日本帝国憲法当時の「首相」の権限は戦後の日本国憲法における「首相」におけるモノより圧倒的に弱かった。東条1人に権力が集中しているわけでなく、逆に第二次世界大戦の主要国の中で国内上層部が他国と異なり、一致団結出来ずに各種対立関係が続いていた問題点がある。そして、東条内閣自体も未だ第二次世界大戦の最中の1944年7月22日時点で終わり、小磯内閣が組閣されている。
韓国の朴正煕政権を批判する人も多い一方で、開発独裁の成功者として信奉者も同じくらい多く、見解が二分されている。そのため、朴正熙政権時代の韓国批判派から「恐怖政治であった」と主張されることがある。

## フランス革命以前の恐怖政治
フランス革命以前の人物について恐怖政治を行ったとする指摘もある。シュテファン・ツヴァイクは、小説『カルヴァンとカステリョ,権力とたたかう良心』においてジャン・カルヴァン(1509-1564)の恐怖政治を描いた。
ほか、恐怖政治を行ったとしばしば言及される政治家にはオリバー・クロムウェル(1599年 - 1658年）などがいる。

## 文献リスト
- 竹中幸史『図説　フランス革命史』、河出書房新社、2013年1月、ISBN 978-4309762012
- ピーター・マクフィー『フランス革命　自由か死か』（永見 瑞木 ,安藤 裕介　訳、白水社、2022）ISBN 4-560-09895-6
- ピーター・マクフィー『ロベスピエール』（高橋暁生　訳、白水社、2017）ISBN 4-560-09535-3
- 山﨑耕一　『シィエスのフランス革命　「過激中道派」の誕生』（NHK出版､2023）、ISBN 978-4140912812
- 髙山裕二　『ロベスピエール　民主主義を信じた「独裁者」』（新潮社、2024）ISBN 410603915X

### フランス革命下の恐怖政治関連
- 公安委員会 (フランス革命)
- 保安委員会
- 反革命容疑者法
- プレリアール22日法
- ジャコバン派
- マクシミリアン・ロベスピエール

### 恐怖政治一般関連
- 革命的テロリズム
- 秘密警察、特別高等警察、公安警察
- 暴力
- 密告
- 右翼、左翼
- 絶対主義、絶対王政、絶対君主制
- スルタン主義体制
- 革命、粛清
- 人民裁判
- 吊し上げ
- ウラジーミル・レーニン - 赤色テロ - スターリニズム
- ファシズム、全体主義
- 人権、市民権、国民主権、民主化
- 陰謀
- 中華人民共和国 - 21世紀に入ってもなお恐怖政治を続けている国家。
- 朝鮮民主主義人民共和国 - 同上。